# مائو کوبایاشی (هنرپیشه)
مائو کوبایاشی (انگلیسی: Mao Kobayashi؛ ۲۱ ژوئیهٔ ۱۹۸۲ – ۲۲ ژوئن ۲۰۱۷) گوینده اخبار، هنرپیشه و وبلاگ‌نویس اهل ژاپن بود.
وی در اکتبر ۲۰۱۴ به سرطان پستان مبتلا شد، اما بیماری‌اش را مخفی نگه داشت تا آنکه همسرش به دنبال خبری که در صفحهٔ اول یکی از روزنامه‌های زرد ژاپن دربارهٔ وضعیت او منتشر نموده بود، به‌طور رسمی بیماری‌اش را در ۹ ژوئن ۲۰۱۶ اعلام نمود. سرطان او در مراحل آخر خود بود و به استخوان‌ها و ریه‌ها زده بود. در نوامبر ۲۰۱۶ بی‌بی‌سی او را به‌عنوان یکی از ۱۰۰ زن بی‌بی‌سی برگزید چرا که وی در وبلاگ شخصی خود، دربارهٔ بیماری‌اش و اینکه چگونه با آن دست‌وپنجه نرم می‌کند، مطالبی می‌نوشت. وبلاگ او که «کوکورو» نام داشت، یکی از مشهورترین وبلاگ‌های کشور ژاپن شد.
وی در ۲۲ ژوئن ۲۰۱۷ به علت سرطان درگذشت.